# Patnitala
Patnitala (en bengali : পত্নীতলা) est une upazila du Bangladesh dans le district de Naogaon. En 1991, elle dénombrait 198 164 habitants.